# Эпштейн, Залман
Эпштейн Залман (16 сентября 1860, Любань, Минской губернии — 21 ноября 1936, Рамат-Ган) — публицист, сионистский деятель, эссеист. Являлся одним из отцов «еврейской романтики», которая заняла видное место в еврейской беллетристике 80-х годов. Брат Ицхака Эпштейна.

## Биография
Родился в местечке Любань в семье еврейского учёного и преподавателя иврита Нохема Эпштейна и Фейги-Бейлы Шапиро. Получил традиционное еврейское религиозное образование. Учился в иешиве в Воложине. В 1876 году вместе с родителями переехал в Одессу, где стал одним из первых членов тайного общества Ахад-ха-Ама «Бней-Моше». В 1890—1900 годах был секретарём одесской ячейки «Ховевей Цион». Одновременно с этим Эпштейн вёл собственное дело — кирпичный завод.
Публиковался начиная с 1881 года, первая статья появилась в «Ха-Мелице». Писал под псевдонимами «Шломо Ха-Элкоши» и «Бен Аззай». Автор статей на иврите о Л. Н. Толстом («Бен-Ами», 1887) и И. С. Тургеневе («Ха-Зман», 1904). На иврите печатался в журналах «Бен-Ами», «Ха-Зман», «Ха-Шилоах», «Ха-Цефира».
В 1904 году переехал в Санкт-Петербург, где занял должность главного бухгалтера чайной компании К. В. Высоцкого. Редактировал газету «Дер тог». К 25-летию литературной деятельности Эпштейна вышел сборник избранных его статей и картинок (СПб., 1905). Был активистом в области еврейского образования и возрождения иврита. Благодаря усилиям Эпштейна в городе Калинковичи с 1911 года в течение двух лет работали школа и детский сад с преподаванием на иврите. В 1913 году принимал участие в работе 11-го Сионистского конгресса, проходившего в Вене.
В годы революции в России единственный сын Эпштейна Исаак был расстрелян ЧК по обвинению в причастности к контрреволюционной организации. В 1925 году Залман Эпштейн с дочерью Сарой сумел покинуть советскую Россию и прибыть в Эрец-Исраэль. Жил в Тель-Авиве и Рамат-Гане, сотрудничал в газете «Га-Арец». По инициативе Бялика Эпштейн написал монографию о М.-Л. Лилиенблюме, вышедшую отдельным изданием.
Залман Эпштейн умер в ноябре 1936 года. Он похоронен на старом кладбище Тель-Авива. Через год после его смерти общество «Онег Шабат» издало сборник его статей, написанных за годы жизни в Палестине.